# Alba Clemente
Alba Clemente je italská herečka. Narodila se ve městě Amalfi na jihu země a herectví se věnovala již od dětství. Studovala na Akademii výtvarných umění v Neapoli. Později se usadila v New Yorku. V roce 2003 přispěla svým hlasem do písně „Reading My Mind“ z alba HoboSapiens velšského hudebníka a skladatele Johna Calea. Je rovněž spoluautorkou dvou písní skupiny Pink Martini: „Una notte a Napoli“ a „Ninna Nanna“. Jejím manželem je výtvarník Francesco Clemente.